# Брюханов, Алексей Александрович
Алексей Александрович Брюханов (род. 31 мая 2002, Санкт-Петербург) — российский фигурист, выступающий в парном катании. Со своей нынешней партнёршей Юлией Артемьевой является бронзовым призёром финала Гран-при (Кубка) России, а также призёром этапов Кубка и серебряным призёром первенства России среди юниоров (2023). Мастер спорта России (2023).

## Биография
Начал заниматься фигурным катанием в СДЮШОР Колпинского района в Санкт-Петербурге как одиночник, позже стал заниматься парным катанием.
Первой партнёршей Брюханова стала Вероника Кочеткова, с которой они выступали до 2016 года. Позже встал в пару со Станиславой Вислобоковой в группе тренера Олега Васильева. В 2019 году Вислобокова и Брюханов стали 5-ми на первенстве России среди юниоров и заняли 4 место на этапе Гран-при среди юниоров в Челябинске.
В марте 2020 года встал в пару с Полиной Костюкович. Вместе спортсмены становились бронзовыми призёрами этапов Гран-при среди юниоров в Кошице и Гданьске в 2021 году, также заняли 6 место на первенстве России в январе 2022 года. В апреле того же года пара Костюкович и Брюханова распалась.

### Сезон 2022—2023
Перед началом сезона 2022—2023 Брюханов встал в пару с Юлией Артемьевой.
Осенью 2022 года Артемьева и Брюханов участвовали в этапах Гран-при России в Казани и Самаре, где заняли 3 и 2 места соответственно.
На чемпионате России 2023 заняли 10 место. С результатом 202,98 балла стали вторыми на первенстве среди юниоров, уступив только Екатерине Чикмарёвой и Матвею Янченкову. Позже заняли 6 место в финале российского «Гран-при».

### Сезон 2023—2024
Осенью 2023 года Артемьева и Брюханов участвовали в этапах российского «Гран-при» в Омске и Москве, где оба раза становились бронзовыми призёрами. На московском этапе спортсменам удалось выполнить четверную подкрутку.
На чемпионате России 2024 заняли 5 место, также выполнив четверную подкрутку, но допустив ошибки на выбросах. На прошедшем в Магнитогорске финале российского «Гран-при» Артемьева и Брюханов стали бронзовыми призёрами.

## Спортивные результаты
С Юлией Артемьевой
| Соревнование                    | 22/23        | 23/24        |
| Национальные                    | Национальные | Национальные |
| ------------------------------- | ------------ | ------------ |
| Чемпионат России                | 10           | 5            |
| Первенство России среди юниоров | 2            |              |
| Финал Гран-при России           | 6            | 3            |
| Этапы Гран-при России. II этап  | 1 юн.        | 3            |
| Этапы Гран-при России. III этап | 3            |              |
| Этапы Гран-при России. V этап   | 2            |              |
| Этапы Гран-при России. VI этап  | 1 юн.        | 3            |

С Полиной Костюкович
| Соревнование                       | 20/21        | 21/22        |
| Национальные                       | Национальные | Национальные |
| ---------------------------------- | ------------ | ------------ |
| Первенство России среди юниоров    | 4            | 6            |
| Международные среди юниоров        |              |              |
| Этапы юниорского Гран-при. Кошице  |              | 3            |
| Этапы юниорского Гран-при. Гданьск |              | 3            |

## Программы
С Юлией Артемьевой
| Сезон     | Короткая программа                               | Произвольная программа                         |
| --------- | ------------------------------------------------ | ---------------------------------------------- |
| 2023—2024 | - Sarabande Георг Фридрих Гендель, Wall of Noise | - No One Like You Red Electric, Джозеф Каллейя |
| 2022—2023 | - Mocking Bird Hazmat Modine                     | - Lift Me Up - Natural Blues Моби              |